# Échiquier d'Alençon
Pour les articles homonymes, voir Échiquier (homonymie).
L’Échiquier d'Alençon, est un échiquier particulier pour le bailliage d’Alençon et indépendant de l’Échiquier général de Normandie, qui se tenait à Rouen.

## Étymologie
Le nom d’« échiquier » vient, soit de ce que le premier échiquier, qui fut celui de Normandie, se serait tenu dans une salle dont le pavé était fait de pierres carrées noires et blanches alternativement, comme les tabliers ou échiquiers servant à jouer aux échecs, soit de ce qu’il y avait sur le bureau un tapis échiqueté de noir et de blanc.

## Attributs
Les échiquiers avaient quelque rapport avec les assises avec cette différence qu’ils jugeaient en dernier ressort.

## Historique
L’Échiquier d’Alençon fut établi lorsque le comté d’Alençon fut donné en apanage à des princes de la maison de France, ou peut-être même dès le temps où les comtes d’Alençon étaient vassaux des ducs de Normandie. Lors de l’érection de l’Échiquier de Normandie en cour de parlement, en 1515, le bailliage d’Alençon n’était pas du ressort de l’Échiquier de Normandie. Charles de Valois, duc d’Alençon, qui en jouissait à titre d’apanage, y faisait tenir son échiquier indépendant de celui de Rouen.
À sa mort en 1525 sans enfants, sa veuve, la duchesse Marguerite de Navarre, sœur unique de François Ier, demeura en possession de son échiquier jusqu’à sa mort, survenue en 1548.
Le parlement de Rouen revendiqua alors son ancien ressort sur le bailliage d’Alençon et députa au roi Henri II, pour demander la réunion de l’Échiquier d’Alençon à celui de Rouen, mais le parlement de Paris s’y opposa parce qu’Alençon était une pairie, ainsi que les Alençonnais eux-mêmes qui désiraient conserver leur échiquier avec le droit de juger souverainement.
À la suite d’une assemblée tenue dans le bailliage d’Alençon, le roi ordonna en 1550, par lettres patentes, que toutes les causes du bailliage d’Alençon seraient renvoyées au parlement de Rouen, pour y être jugées souverainement et que le duché d'Alençon était retourné à la couronne et réduit au ressort du parlement de Rouen. Les juges du bailliage d’Alençon reçurent l’injonction de comparaître tous les ans à la cour comme c’était l’usage des autres sièges.
Charles IX ayant donné, en 1566 le duché d’Alençon en apanage à son frère François de France, le parlement de Paris tenta de se faire attribuer la juridiction des appels de ce bailliage, au motif que ce duché était une pairie. Le parlement de Rouen, de son côté, ayant représenté au roi qu’Henri II l’avait rétabli dans ses anciens droits sur le bailliage d’Alençon en 1550, rien ne fut changé.
François d’Alençon s’occupa néanmoins de replacer son apanage sur le même pied que sous le dernier duc en obtenant, en dépit des objections du parlement de Rouen, du roi de faire tenir à Alençon un échiquier pour juger les procès en dernier ressort. Ce n’est qu’après la mort du duc François d’Alençon, en 1584, que le parlement de Rouen ne rentra dans son droit de ressort sur le bailliage d’Alençon et que l’Échiquier d’Alençon fut supprimé par lettres patentes du mois de juin 1584.

## Sources
- Encyclopédie ou Dictionnaire raisonné des sciences, des arts et des métiers de Diderot et d’Alembert, vol. 5, p. 259.